# Alois Jirásek
Alois Jirásek (Hronov, 23 agosto 1851 – Praga, 12 marzo 1930) è stato uno scrittore e politico ceco, autore di romanzi storici e di opere teatrali.

## Biografia
Jirásek studiò filosofia all'Università di Praga e lavorò come insegnante di scuola secondaria fino alla pensione, conseguita nel 1909.
Jirásek si avvicinò alla letteratura ai tempi dell'università, scrivendo inizialmente poesie incentrate sull'osservazione della realtà a lui contemporanea. Dopo pochi anni passò alla prosa e nel 1878 pubblicò una raccolta di novelle intitolata Racconti dalle montagne (Povídky z hor), basata sulla vita dei montanari.

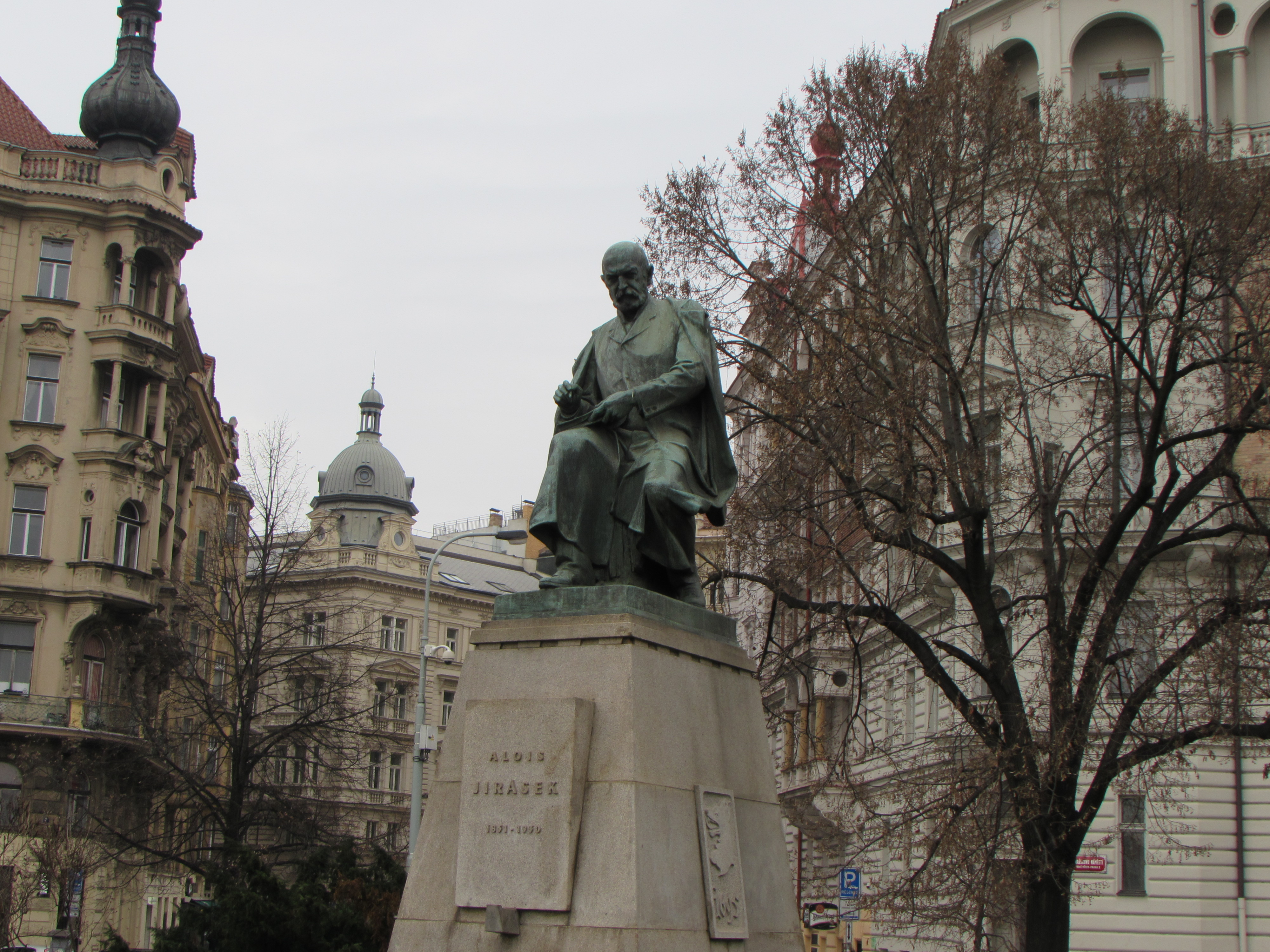
Statua di Alois Jirasek nella piazza omonima a Praga

Durante un suo soggiorno a Litomyšl Jirásek si interessò alla storia e alle tradizioni locali, scrivendo nel 1878 Una storia filosofica (Filosofská historie) e tre anni dopo la raccolta di romanzi intitolata Storie di una piccola città (Maloměstske historie).
In questi anni Jirásek indirizzò le sue attenzioni e i suoi studi ai grandi eventi storici del passato, come evidenziarono le pubblicazioni del ciclo dedicato al movimento hussita, descritto dalla sua nascita fino alla drammatica fine.
Successivamente ha scritto una serie di romanzi storici sulla fedeltà alla propria nazione e sull'aspirazione alla libertà e alla giustizia.
Nel maggio del 1917, partecipò alla stesura del manifesto della Repubblica Ceca, scritto per sostenere l'indipendenza politica della nazione ceca.
Per cinque anni, dal 1920 al 1925 fu senatore al Parlamento ceco nelle file del Partito democratico nazionale.
È stato nominato al premio Nobel in letteratura nel 1918, 1919, 1921 e 1930.
La città di Praga gli ha eretto una statua nella piazza che gli è stata dedicata.

## Opere

### Romanzi
- Antiche leggende boeme (1894, Staré pověsti české)
- Tra le correnti (1887–1890, Mezi proudy)
- Contro tutti (1893, Proti všem)
- I confratelli (1899–1908, Bratrstvo)
- Buio (1914, Temno)
- F. L. Věk  (1888–1906, 5 volumi, sull'inizio del revival nazionale cèco)
- Storia dei filosofi (1878, Filosofská historie, sulle rivoluzioni del 1848).

### Drammi teatrali
- Jan Hus (1911)
- Jan Žižka (1903)
- Jan Roháč (1914)
- Lantern (1905)
- Vojnarka (1891)
- Otec (1895)